# Dreamland (Lied)

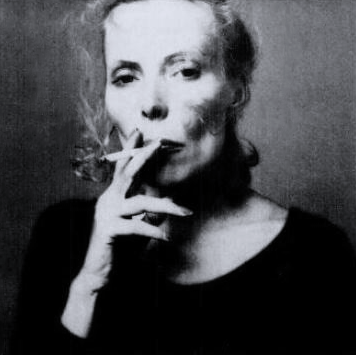
Joni Mitchell (1975)

Dreamland ist ein Lied von Joni Mitchell aus dem Album Don Juan’s Reckless Daughter von 1977.

## Musik
Das Stück verwendet nur Perkussions-Instrumente und Stimmen; es handelt sich um einen perkussiven Circle Song. Seine Musik entstand zunächst bei einer Probeaufnahme für The Hissing of Summer Lawns 1975. Die rhythmische Basis wurde mit der Surdo-Trommel von Airto Moreira gespielt. Jaco Pastorius setzte Akzente mit Kuhglocken, Manolo Badrena auf den Congas, Alex Acuña an den Shakern und Don Alias auf der Kleinen Trommel. Chaka Khan lieferte Hintergrundgesang; dieser entstand, noch bevor Mitchell den Text soweit hatte, dass sie ihn aufnahm, und strukturierte damit Mitchells Sprechgesang; „sie wollte, dass ich etwas Shanty-mäßiges singe“, erinnerte sich Khan, die nachts überraschend ins Studio gerufen wurde.
Das Lied wurde auch 1980 auf dem Live-Album Shadows and Light veröffentlicht, hier ohne Hintergrundgesang. Die rhythmische Basis wurde hier alleine von Don Alias auf Congas gespielt.   
Es gibt 15 Coverversionen des Liedes, zunächst von Roger McGuinn auf seinem Album Cardiff Rose von 1976, also vor Mitchells Veröffentlichung. Die Versionen von Caetano Veloso (auf Tribute to Joni Mitchell) und von Los Lobos mit den Sängerinnen Marisol „La Marisoul“ Hernandez und Chaka Khan (auf Joni 75: A Joni Mitchell Birthday Celebration) verdienen besondere Erwähnung.

## Text
Der Text betrachtet ironisch eine Urlaubsreise vom kalten Kanada zu einem warmen Urlaubsziel (vielleicht die Karibik) und zurück. 
Die erste Strophe beginnt mit dem Aufbruch:  

„Es ist ein langer Weg von Kanada

Ein weiter Weg von Schneeketten“

In der zweiten Strophe sind die Protagonisten angekommen: 

„Walter Raleigh und Chris Columbus

Kommen aus den Wellen marschiert

Und beanspruchen den Strand und alle Konzessionen

Im Namen des Sklaven der Sonnenbräune“

Die beiden letzten Strophen skizzieren den Rückflug: 

„In einem Flugzeug, das zurück in den Winter fliegt

In Schuhen voller tropischem Sand

Eine Dame mit einer fremden Flagge

Am Arm ihres Marlboro Man

Der Falke heult in New York City

Sechs Fuß hohe Verwehungen auf Myrtles Rasen“